# Bassin de l'Esquinson
Le bassin de l'Esquinson est un ensemble de rivières dont le cours d'eau collecteur est la rivière Esquinson.
Le cours d'eau draine une large vallée pour acheminer son eau jusqu'à la Save qu'il rejoint en aval de Samatan.